# Anzin
Anzin és un municipi francès, situat a la regió dels Alts de França, al departament del Nord. L'any 2006 tenia 13.843 habitants. Limita al nord amb Beuvrages i Bruay-sur-l'Escaut, a l'oest amb Raismes i Petite-Forêt, i a l'est amb Valenciennes.

## Demografia
| 1962                                       | 1968   | 1975   | 1982   | 1990   | 1999   | 2006   |
| ------------------------------------------ | ------ | ------ | ------ | ------ | ------ | ------ |
| 16.275                                     | 15.634 | 14.866 | 14.602 | 14.064 | 14.052 | 14.051 |
| Des de 1962: població sense dobles comptes |        |        |        |        |        |        |

## Administració
| Període   | Identitat             | Partit        |
| --------- | --------------------- | ------------- |
| 1959-1964 | Raymond Lallart       |               |
| 1964-1983 | André Gillard         |               |
| 1983-2001 | André Parent          | PS            |
| 2001-2008 | Géry Duval            | Divers droite |
| 2008-     | Pierre-Michel Bernard | PS-MoDem      |

## Personatges il·lustres
- Louis Thiétard, ciclista